# Шахта № 5 «Нововолинська»
ДП Шахта № 5 «Нововолинська». Входить до ВО «Волиньвугілля». Розташована у місті Нововолинськ Волинської області.
Стала до ладу 1959 року з проєктною потужністю 450 тис. т/рік. 1991 року фактичний видобуток становив 1163 т/добу.  2003 року видобуто 68 тис.т. вугілля. 
Шахта відпрацьовує два вугільних пласта: n7, n8 потужністю 0,7-0,9 м з кутами падіння 0-3о.
Адреса: 45400, м. Нововолинськ Волинської області.